# Fakten der Rheumatologie
Fakten der Rheumatologie ist eine österreichische Fachzeitschrift für Rheumatologie. Sie dient der Fortbildung in Rheumatologie und richtet sich an Fachärzte für Innere Medizin sowie an rheumatologisch tätige Ärzte anderer Fachrichtungen, wie z. B. Allgemeinmediziner, Pädiater und Orthopäden.

## Geschichte
Fakten der Rheumatologie (Eigenschreibweise FAKTEN der Rheumatologie) wurde 2008 unter der wissenschaftlichen Leitung der beiden Rheumatologen Josef Smolen und Kurt Redlich gegründet. 2019 wurde das Team um Daniel Aletaha erweitert.
Pro Jahr erscheinen 4 Ausgaben.

## Inhalt
Das redaktionelle Konzept umfasst Beiträge zum aktuellen wissenschaftlichen Stand in Pathogenese, Diagnostik und Therapie rheumatischer Erkrankungen sowie zu neuen Forschungsergebnissen in der Rheumatologie.
Eine Ausgabe pro Jahr ist den wissenschaftlichen Neuigkeiten des europäischen Kongresses EULAR gewidmet.
Seit 2019 erscheint in jeder Ausgabe ein Diplomfortbildungsbeitrag im Rahmen des Diplomfortbildungsprogrammes (DFP) der „Akademie der Ärzte“ der Österreichischen Ärztekammer.